# 昆加薩拉赫湖
昆加薩拉赫湖是俄羅斯的湖泊，由克拉斯諾達爾邊疆區負責管轄，位於泰梅爾半島東部，長27公里、寬15公里，面積270平方公里，湖岸線長度72公里，湖水來自融雪和雨水，每年九至翌年七月結冰。